# Rejon gródecki (obwód chmielnicki)
Rejon gródecki – jednostka administracyjna wchodząca w skład obwodu chmielnickiego Ukrainy.
Rejon utworzony w 1923 z części terenu dawnego powiatu proskurowskiego. Powierzchnia rejonu wynosi 1100 km², ludność liczy około 59 tysięcy mieszkańców. Siedzibą władz rejonu jest Gródek.
Na terenie rejonu znajdują się 1 miejska rada, 1 osiedlowa rada i 29 silskich rad, obejmujących w sumie 72 miejscowości.

## Miejscowości rejonu
- Andrzejówka (Андріївка)
- Bałakiry (Балакири)
- (Басівка)
- Bedrykowce (Бедриківці)
- Bębnówka (Бубнівка)
- Borszczówka (Борщівка)
- Czarnowody (Чорниводи)
- Dachnówka (Дахнівка)
- Gródek (Городок)
- (Грицьків)
- Chmielówka (Хмелівка)
- Cheptyńce[1] (Хоптинці)
- (Іванівка)
- Iwankowce[2] (Іванківці)
- Jaromirka Mała[3] (Мала Яромирка)
- Jaromirka Wielka[3] (Велика Яромирка)
- Juryńce[4] (Юринці)
- (Калинівка)
- Kalityńce[1] (Калитинці)
- (Кам'янка)
- (Ковалівка)
- (Кремінна)
- (Кремінянські Хутори)
- (Кринцілів)
- Kuźmin[1] (Кузьмин)
- Kumanów (Куманів)
- Kurówka[5]  (Курівка)
- Kupin (Купин)
- Łysowody (Лісоводи)
- (Липівка)
- Lepiboki[1] (Ліпибоки)
- Łysogórka (Лісогірка)
- (Мала Левада)
- (Мартинківці)
- (Матвійківці)
- Mądrygłowy (Мудриголови)
- Niemierzyńce[6] (Немиринці)
- (Нова Пісочна)
- (Новий Світ)
- (Новосілка)
- (Олександрівка)
- Ostapkowce[1] (Остапківці)
- (Папірня)
- (Підлісний Веселець)
- Podleśny Oleksiniec (Підлісний Олексинець)
- (Пільний Олексинець)
- (Покровка)
- Porzecze Nowe (Нове Поріччя)
- (Радковиця)
- (Сатанівка)
- (Сирватинці)
- Skipcze (Скіпче)
- Skotyniany (Клинове)
- (Слобідка-Кузьминська)
- (Слобідка-Олексинецька)
- (Спасівка)
- Stara Piaseczna (Стара Пісочна)
- (Старе Поріччя)
- Satanów (Сатанів)
- Szyszkowce[1] (Шишківці)
- Turczyńce (Турчинці)
- (Тарасівка)
- Trościaniec (Тростянець)
- (Варівці)
- Welyka Lewada (Велика Левада)
- Wielki Karabczyjów (Великий Карабчіїв)
- (Вербична (ліквідоване))
- Weselec[1] (Веселець)
- Wygnanka[7] (Вигнанка)
- (Завадинці)
- (Зверхівці)
- Żaglówka (Жаглівка)
- Żyszczyńce (Жищинці)
- Żyrawlińce[1] (Журавлинці)